# Elecciones municipales de Tambopata de 2014
Las elecciones municipales de Tambopata de 2014 se llevaron a cabo el 5 de octubre de 2014 para elegir al alcalde y al Concejo Provincial de Tambopata para el periodo 2015-2018. La elección se celebró simultáneamente con elecciones regionales y municipales (provinciales y distritales) en todo el Perú.

## Sistema electoral
La Municipalidad Provincial de Tambopata es el órgano administrativo y de gobierno de la provincia de Tambopata. Está compuesta por el alcalde y el Concejo Provincial.
La votación del alcalde y el concejo se realiza en base al sufragio universal, que comprende a todos los ciudadanos nacionales mayores de dieciocho años, empadronados y residentes en la provincia de Tambopata y en pleno goce de sus derechos políticos, así como a los ciudadanos no nacionales residentes y empadronados en la provincia de Tambopata.
El Concejo Provincial de Tambopata está compuesto por 9 regidores elegidos por sufragio directo para un período de cuatro (4) años, en forma conjunta con la elección del alcalde (quien lo preside). La votación es por lista cerrada y bloqueada. Se asigna a la lista ganadora los escaños según el método d'Hondt o la mitad más uno, lo que más le favorezca.

## Composición del Concejo Provincial de Tambopata
La siguiente tabla muestra la composición del Concejo Provincial de Tambopata antes de las elecciones.
| Partidos | Partidos                                   | Regidores |
| -------- | ------------------------------------------ | --------- |
|          | Justicia Regional                          | 6         |
|          | Perú Posible                               | 1         |
|          | Gran Alianza Nacionalista de Madre de Dios | 1         |
|          | Partido Popular Cristiano                  | 1         |

## Partidos y candidatos
A continuación se muestra una lista de los principales partidos y alianzas electorales que participaron en las elecciones:
| Candidatura | Candidatura | Partidos y alianzas                                                   | Candidatos | Candidatos                  | Ideología                                                          | Resultado previo | Resultado previo | Ref. |
| Candidatura | Candidatura | Partidos y alianzas                                                   | Candidatos | Candidatos                  | Ideología                                                          | Votos (%)        | Reg.             | Ref. |
| ----------- | ----------- | --------------------------------------------------------------------- | ---------- | --------------------------- | ------------------------------------------------------------------ | ---------------- | ---------------- | ---- |
|             | Mineros     | Lista - Movimiento Regional de Madre de Dios Mineros Unidos (Mineros) |            | Aldo Rengifo Kahn           | Regionalismo madrediosense                                         | 10.58%           | 1                |      |
|             | PPC         | Lista - Partido Popular Cristiano (PPC)                               |            | Luis Bocángel Ramírez       | Democracia cristiana Conservadurismo social Liberalismo económico  | 9.64%            | 1                |      |
|             | APRA        | Lista - Partido Aprista Peruano (APRA)                                |            | Zenón Almanza Mendoza       | Aprismo                                                            | 2.93%            | 0                |      |
|             | AP          | Lista - Acción Popular (AP)                                           |            | Gabino D'Olmos Sandoval     | Humanismo Nacionalismo cívico Reformismo                           | 1.62%            | 0                |      |
|             | UPP         | Lista - Unión por el Perú (UPP)                                       |            | Francisco Rengifo Khan      | Nacionalismo de izquierda Socialdemocracia                         | Nuevo            | Nuevo            |      |
|             | SU          | Lista - Siempre Unidos (SU)                                           |            | José Ceballos Jiménez       | Partido atrapalotodo                                               | Nuevo            | Nuevo            |      |
|             | APP         | Lista - Alianza para el Progreso (APP)                                |            | Guillermo Gutiérrez Pariona | Liberalismo económico Conservadurismo liberal Populismo de derecha | Nuevo            | Nuevo            |      |
|             | PHP         | Lista - Partido Humanista Peruano (PHP)                               |            | Claricsa Guerra Sandoval    | Humanismo Socialismo Ecosocialismo                                 | Nuevo            | Nuevo            |      |
|             | FA          | Lista - Frente Amplio (FA)                                            |            | Hugo Ccahuana Aymachoque    | Socialismo Ecologismo Descentralización                            | Nuevo            | Nuevo            |      |
|             | OSO         | Lista - Movimiento Independiente Obras Siempre Obras (OSO)            |            | Luis Vargas Guerra          | Regionalismo madrediosense                                         | Nuevo            | Nuevo            |      |
|             | AMD         | Lista - Movimiento Independiente Amor por Madre de Dios (AMD)         |            | Alain Gallegos Moreno       | Regionalismo madrediosense                                         | Nuevo            | Nuevo            |      |
|             | FMDD        | Lista - Movimiento Regional Fuerza por Madre de Dios (FMDD)           |            | Igor Ruiz Zegarra           | Regionalismo madrediosense                                         | Nuevo            | Nuevo            |      |

## Sondeos de opinión
Las siguientes tablas enumeran las estimaciones de la intención de voto en orden cronológico inverso, mostrando las más recientes primero y utilizando las fechas en las que se realizó el trabajo de campo de la encuesta. Cuando se desconocen las fechas del trabajo de campo, se proporciona la fecha de publicación.
Leyenda:
     Sondeo realizado en el periodo de prohibición legal de la difusión de sondeos de intención de voto.

### Intención de voto
La siguiente tabla enumera las estimaciones ponderadas (sin incluir votos en blanco y nulos) de la intención de voto.
|                                |            |   |      |      |      |     |     |     |  |  |  |  |  |
| Elecciones municipales de 2014 | 5 oct 2014 | — | 22.6 | 15.6 | 14.9 | 9.9 | 9.7 | 7.0 |  |  |  |  |  |
|                                |            |   |      |      |      |     |     |     |  |  |  |  |  |
| Ipsos Perú/América             | 5 oct 2014 | ? | 25.2 | 18.9 | 12.7 | –   | –   | 6.3 |  |  |  |  |  |

## Resultados

### Sumario general
|                        |                                                               |              |              |              |           |           |  |  |
| Partidos y coaliciones | Partidos y coaliciones                                        | Voto popular | Voto popular | Voto popular | Regidores | Regidores |  |  |
| Partidos y coaliciones | Partidos y coaliciones                                        | Votos        | %            | ±pp          | Total     | +/−       |  |  |
|                        | Movimiento Independiente Amor por Madre de Dios (AMD)         | 12,042       | 22.60        | Nuevo        | 6         | +6        |  |  |
|                        | Partido Popular Cristiano (PPC)                               | 8,287        | 15.56        | +5.92        | 1         | ±0        |  |  |
|                        | Movimiento Regional Fuerza por Madre de Dios (FMDD)           | 7,943        | 14.91        | Nuevo        | 1         | +1        |  |  |
|                        | Movimiento Independiente Obras Siempre Obras (OSO)            | 5,267        | 9.89         | n/a          | 1         | +1        |  |  |
|                        | Unión por el Perú (UPP)                                       | 5,152        | 9.67         | n/a          | 0         | ±0        |  |  |
|                        | Partido Humanista Peruano (PHP)                               | 3,705        | 6.95         | n/a          | 0         | ±0        |  |  |
|                        | Siempre Unidos (SU)                                           | 3,443        | 6.46         | Nuevo        | 0         | ±0        |  |  |
|                        | Frente Amplio (FA)                                            | 2,958        | 5.55         | Nuevo        | 0         | ±0        |  |  |
|                        | Partido Aprista Peruano (APRA)                                | 2,517        | 4.72         | +1.79        | 0         | ±0        |  |  |
|                        | Acción Popular (AP)                                           | 976          | 1.83         | +0.21        | 0         | ±0        |  |  |
|                        | Movimiento Regional de Madre de Dios Mineros Unidos (Mineros) | 697          | 1.31         | n/a          | 0         | ±0        |  |  |
|                        | Alianza para el Progreso (APP)                                | 288          | 0.54         | Nuevo        | 0         | ±0        |  |  |
|                        |                                                               |              |              |              |           |           |  |  |
| Total                  | Total                                                         | 53,275       |              |              | 9         | ±0        |  |  |
|                        |                                                               |              |              |              |           |           |  |  |
| Votos válidos          | Votos válidos                                                 | 53,275       | 86.81        | +4.22        |           |           |  |  |
| Votos en blanco        | Votos en blanco                                               | 4,231        | 6.89         | –1.40        |           |           |  |  |
| Votos nulos            | Votos nulos                                                   | 3,867        | 6.30         | –2.82        |           |           |  |  |
| Votos emitidos         | Votos emitidos                                                | 61,373       | 82.86        | –1.15        |           |           |  |  |
| Abstenciones           | Abstenciones                                                  | 12,699       | 17.14        | +1.15        |           |           |  |  |
| Votantes registrados   | Votantes registrados                                          | 74,072       |              |              |           |           |  |  |
|                        |                                                               |              |              |              |           |           |  |  |
| Fuente:                |                                                               |              |              |              |           |           |  |  |

## Elecciones municipales distritales

### Sumario general
|                      | Movimiento Regional Fuerza por Madre de Dios (FMDD)           | 1,816  | 19.98 | Nuevo  | 1 | +1 |  |  |
|                      | Movimiento Independiente Amor por Madre de Dios (AMD)         | 1,266  | 13.93 | +6.44  | 0 | ±0 |  |  |
|                      | Frente Amplio (FA)                                            | 1,235  | 13.59 | Nuevo  | 0 | ±0 |  |  |
|                      | Democracia Directa (DD)                                       | 1,115  | 12.27 | Nuevo  | 1 | +1 |  |  |
|                      | Movimiento Independiente Obras Siempre Obras (OSO)            | 781    | 8.59  | –13.26 | 0 | –1 |  |  |
|                      | Unión por el Perú (UPP)                                       | 718    | 7.90  | n/a    | 1 | +1 |  |  |
|                      | Partido Aprista Peruano (APRA)                                | 664    | 7.31  | +6.63  | 0 | ±0 |  |  |
|                      | Partido Humanista Peruano (PHP)                               | 411    | 4.52  | Nuevo  | 0 | ±0 |  |  |
|                      | Siempre Unidos (SU)                                           | 363    | 3.99  | Nuevo  | 0 | ±0 |  |  |
|                      | Partido Popular Cristiano (PPC)                               | 290    | 3.19  | –10.04 | 0 | –1 |  |  |
|                      | Acción Popular (AP)                                           | 267    | 2.94  | +2.53  | 0 | ±0 |  |  |
|                      | Movimiento Regional de Madre de Dios Mineros Unidos (Mineros) | 163    | 1.79  | n/a    | 0 | ±0 |  |  |
|                      |                                                               |        |       |        |   |    |  |  |
| Total                | Total                                                         | 9,089  |       |        | 3 | ±0 |  |  |
|                      |                                                               |        |       |        |   |    |  |  |
| Votos válidos        | Votos válidos                                                 | 9,089  | 80.48 | +11.38 |   |    |  |  |
| Votos en blanco      | Votos en blanco                                               | 1,535  | 13.59 | –7.26  |   |    |  |  |
| Votos nulos          | Votos nulos                                                   | 669    | 5.92  | –4.13  |   |    |  |  |
| Votos emitidos       | Votos emitidos                                                | 11,293 | 83.17 | +0.20  |   |    |  |  |
| Abstenciones         | Abstenciones                                                  | 2,286  | 16.83 | –0.20  |   |    |  |  |
| Votantes registrados | Votantes registrados                                          | 13,579 |       |        |   |    |  |  |
|                      |                                                               |        |       |        |   |    |  |  |
| Fuente:              |                                                               |        |       |        |   |    |  |  |

### Resultados por distrito
La siguiente tabla enumera el control de los distritos de la provincia de Tambopata. El cambio de mando de una organización política se resalta del color de ese partido.
| Distrito    | Alcalde(sa) titular     | Partido político | Partido político             | Alcalde(sa) electo(a)   | Partido político | Partido político         |
| ----------- | ----------------------- | ---------------- | ---------------------------- | ----------------------- | ---------------- | ------------------------ |
| Inambari    | Nemesio Ccahuata Huamán |                  | Obras Siempre Obras          | Félix Hallasi Paricahua |                  | Fuerza por Madre de Dios |
| Laberinto   | Miguel Velarde Hurtado  |                  | Partido Popular Cristiano    | Julio Luna Pérez        |                  | Democracia Directa       |
| Las Piedras | Luis Tapia Pimentel     |                  | Bloque Popular Madre de Dios | Nedio Torres Cruz       |                  | Unión por el Perú        |